# Kisdorf

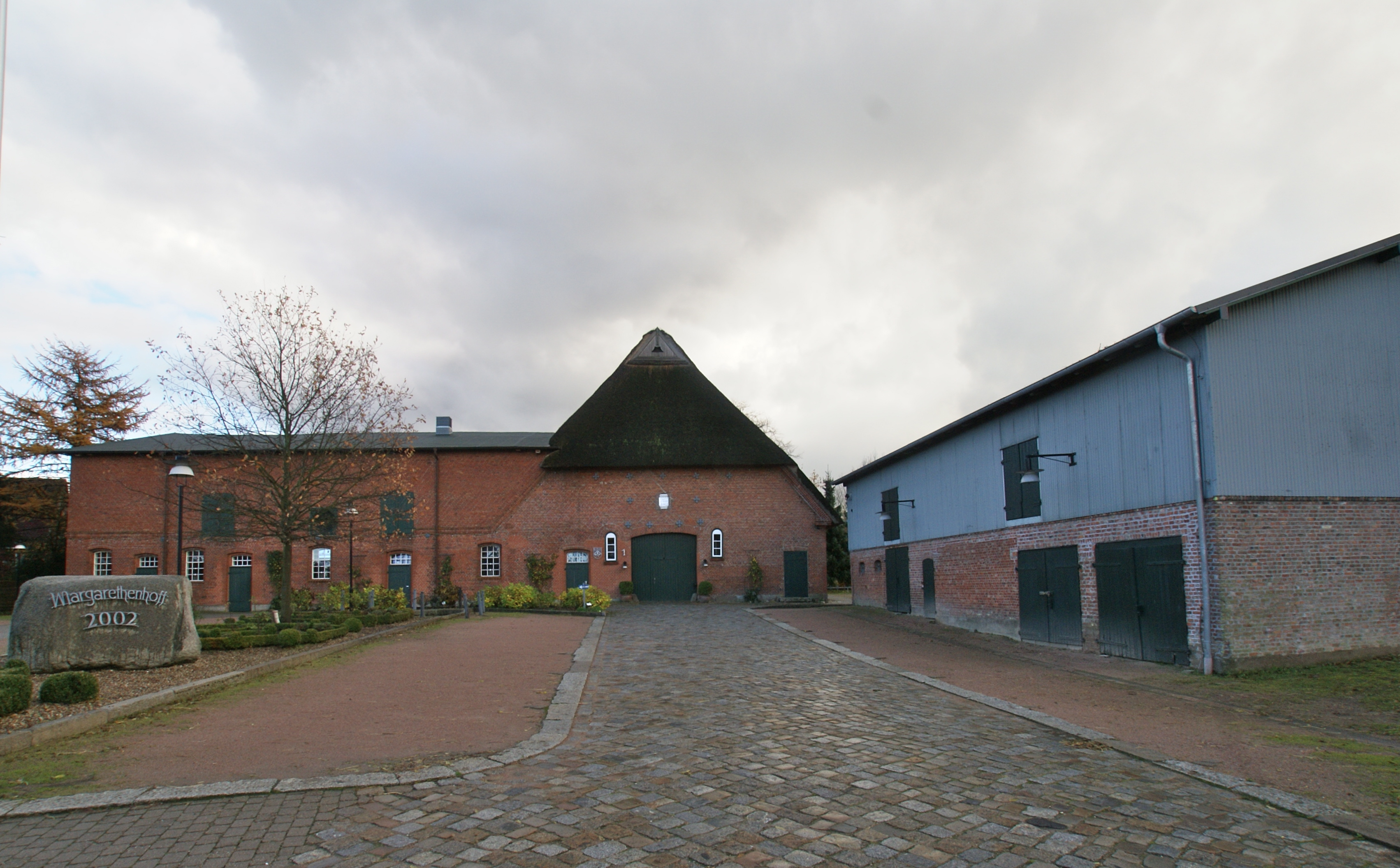
Dorfhaus Margarethenhoff

Kisdorf (Plattdeutsch Kisdörp) ist eine Gemeinde im südlichen Teil des Kreises Segeberg in Schleswig-Holstein. Kisdorf-Dorf, Kisdorferwohld, Kisdorf-Feld, Kisdorf-Graff und Kisdorf-Regel liegen im Gemeindegebiet.

## Geografie und Verkehr
Kisdorf liegt etwa 10 Kilometer nördlich von Norderstedt in ländlicher Umgebung. Westlich verläuft die Bundesautobahn 7 von Hamburg nach Flensburg, östlich die Bundesstraße 432 von Norderstedt nach Bad Segeberg.
Der Ort liegt am Westhang des Kisdorfer Wohldes, eines Höhenzuges, der mit seiner höchsten Erhebung – dem Rathkrügen (91 Meter) – die Höhe des Segeberger Kalkberges erreicht.

## Geschichte
Kisdorf wurde um 1520 erstmals als „Kystorpp“ urkundlich erwähnt. Der Name setzt sich aus dem altpolabischen Männernamen Kiš und -dorf zusammen. Bis in die Mitte des 16. Jahrhunderts gab es eine Glashütte im Ort sowie bis ins 18. Jahrhundert weit reichende Waldgebiete, die zur Herstellung von Holzkohle genutzt wurden.
Im Jahre 1859 wurde ein Teil des Ortes durch einen Großbrand, den so genannten Sengelbrand, vernichtet.

## Politik

### Gemeindevertretung
Bei der Kommunalwahl am 14. Mai 2023 wurden insgesamt 17 Sitze vergeben. Von diesen erhielt die CDU acht Sitze, die Wählergemeinschaft Kisdorfer Bürger sieben Sitze und die FDP zwei Sitze.

### Wappen
Blasonierung: „In Silber unter einem erhöhten roten Sparren ein grüner Eichenzweig mit drei Blättern und einer Eichel; in den Oberecken je drei blaue Kugeln 2 : 1.“
Der die Giebellinie eines Hauses nachzeichnende Sparren soll die über Jahrhunderte reichende Besiedlung des Ortes versinnbildlichen. Der Eichenzweig symbolisiert die Nähe zum Kisdorfer Wohld. Die sechs blauen Kugeln erinnern einerseits an die Bedeutung des Ortsnamens, andererseits an sechs Quellbäche, die im Gemeindegebiet entspringen.

### Partnergemeinden
Partnergemeinde von Kisdof ist Bardsey-cum-Rigton in England. Zu Gingst auf Rügen und Brünzow in Vorpommern pflegt die Gemeinde freundschaftliche Beziehungen.

## Sport
Der SC Kisdorf wurde am 2. April 1947 gegründet. Bekanntheit erreichte der Verein durch seine jährlich ausgetragenen Herren- und Jugendfußballturniere sowie durch mehrere Kreis- und Bezirksmeisterschaften im Fußball und Handball. Im Handball wurde der Verein 1997 Landesmeister. Am 30. September 2011 musste der SC – bedingt durch Schulden im fünfstelligen Bereich – Insolvenz anmelden und hat sich mittlerweile aufgelöst.
Der BSV Kisdorf wurde im Oktober 2011 gegründet und hat momentan rund 380 Mitglieder. Angeboten werden Badminton, Basketball, Eltern-Kind-Turnen, Fitness/Aerobic, Handball, Jedermann-Sport, Rückengymnastik, Tischtennis, Turnen und Walken.
Die Fußballer in Kisdorf haben sich im Dezember 2011 im SSC Phoenix Kisdorf organisiert.

## Sender Kaltenkirchen
In Kisdorf-Regel steht der Sender Kaltenkirchen der Deutschen Telekom. Er versorgt primär die Gebiete nördlich von Hamburg sowie die Region Neumünster. Er dient auch als Sender für das Gebiet zwischen Hamburg und Rendsburg, der vor allem den Zweck hat, die A 7 mit den privatrechtlichen Sendeanstalten zu versorgen. In den gängigen Frequenzlisten wird dieser Sender auch als Sender Henstedt-Ulzburg bezeichnet. Die Sendefrequenzen von R.SH und delta radio sind gleichgeschaltet mit dem Kleinstsender im neuen Elbtunnel.

## Söhne und Töchter der Gemeinde
- Ernst Barkmann (1919–2009), Oberscharführer in der Waffen-SS, später Leiter der Feuerwehr und Bürgermeister in Kisdorf.